# Transports en commun de Cognac
Pour les articles homonymes, voir Mio.
Transcom est le réseau de transport en commun de la Communauté d'agglomération du Grand Cognac.

## Histoire

Logo de Grand Cognac

Jusqu'en 1994, la ville de Cognac gérait une navette faisant une boucle à travers toute la ville.
Le réseau Transcom est créé en 1994 à l'initiative de la communauté de communes de Cognac et est exploité en délégation de service public par Connex puis Veolia Transport jusqu'en 2011 où Transdev reprend l'exploitation,. Le réseau est alors constitué de deux puis trois lignes.
Le changement d'exploitant en 2011 s'accompagne d'une refonte du réseau en juillet : une 4e ligne s'ajoute au réseau régulier, renommé Salamandre, et un nouveau service de transport à la demande intercommunal Mille-Pattes qui remplace Allotranscom et connait un rapide succès avec 500 utilisateurs par mois après un an de service,. L'identité visuelle est modernisée à l'occasion et la flotte est renouvelée,.
Le 1er janvier 2017 la communauté d'agglomération du Grand Cognac se substitue à la communauté de communes existante et devient de facto l'autorité organisatrice de la mobilité dans le cadre de ses compétences obligatoires.
Après avoir été exploité par Transdev, le réseau est exploité par la STGA depuis janvier 2018.

Ancien logo
Logo depuis septembre 2018

## Lignes du réseau

### Transcom

Logo du réseau Transcom

Le réseau régulier est constitué de six ligne et est dénommé Transcom (Salamandre jusqu'en septembre 2018), il dessert les communes de Châteaubernard, Cognac, Jarnac, Mainxe-Gondeville, Merpins et Segonzac.
| Ligne | Caractéristiques | Caractéristiques                                         | Caractéristiques                                         | Caractéristiques                                         | Caractéristiques                                         | Caractéristiques                                         | Caractéristiques                                         | Caractéristiques                                         | Caractéristiques                                         |
| A     | Cognac Monplaisir ⥋ Cognac Lycée Jean Monnet | Cognac Monplaisir ⥋ Cognac Lycée Jean Monnet             | Cognac Monplaisir ⥋ Cognac Lycée Jean Monnet             | Cognac Monplaisir ⥋ Cognac Lycée Jean Monnet             | Cognac Monplaisir ⥋ Cognac Lycée Jean Monnet             | Cognac Monplaisir ⥋ Cognac Lycée Jean Monnet             | Cognac Monplaisir ⥋ Cognac Lycée Jean Monnet             | Cognac Monplaisir ⥋ Cognac Lycée Jean Monnet             | Cognac Monplaisir ⥋ Cognac Lycée Jean Monnet             |
| ----- | --- | -------------------------------------------------------- | -------------------------------------------------------- | -------------------------------------------------------- | -------------------------------------------------------- | -------------------------------------------------------- | -------------------------------------------------------- | -------------------------------------------------------- | -------------------------------------------------------- |
| A     | Ouverture / Fermeture juillet 2011 / — | Longueur —                                               | Durée 30 min                                             | Nb. d’arrêts 22                                          | Matériel —                                               | Jours de fonctionnement L, Ma, Me, J, V, S               | Jour / Soir / Nuit / Fêtes O / N / N / N                 | Voy. / an —                                              | Exploitant STGA                                          |
| A     | Desserte : - 'Arrêts principaux : Monplaisir, Crouin Vieux Bourg, Espace 3000, Croix Saint-Martin, Gare de Cognac, Pôle Gambetta, Champ de Foire et Lycée Jean Monnet |                                                          |                                                          |                                                          |                                                          |                                                          |                                                          |                                                          |                                                          |
| A     | Autre : - Arrêts accessibles aux UFR : Gare de Cognac, Pôle Gambetta - Particularités : La ligne fonctionne du lundi au samedi de 7 h 13 à 19 h 47, le samedi le premier départ n'est pas effectué. - Date de dernière mise à jour : 12 octobre 2019.                                                                               |                                                          |                                                          |                                                          |                                                          |                                                          |                                                          |                                                          |                                                          |

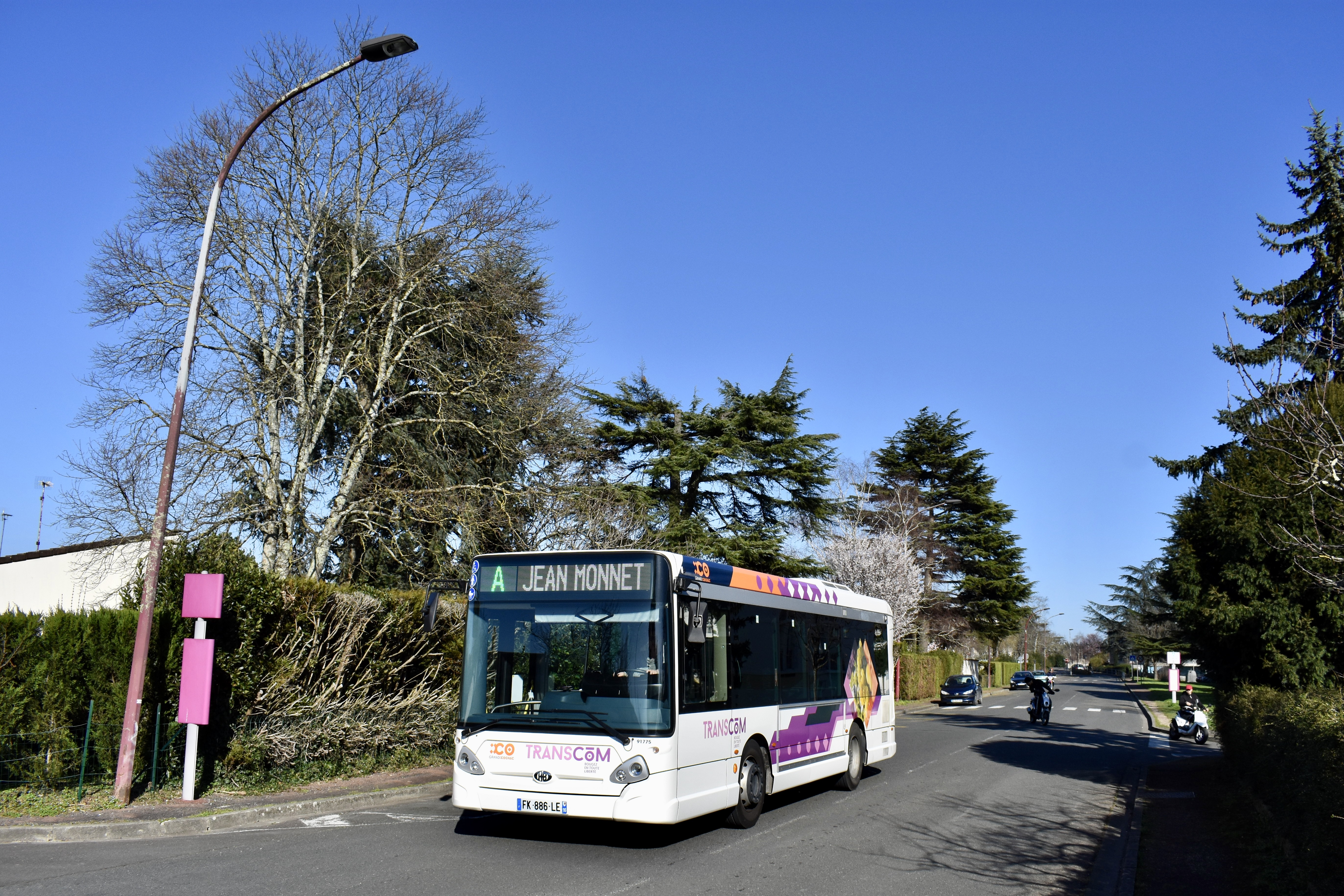
Ligne A
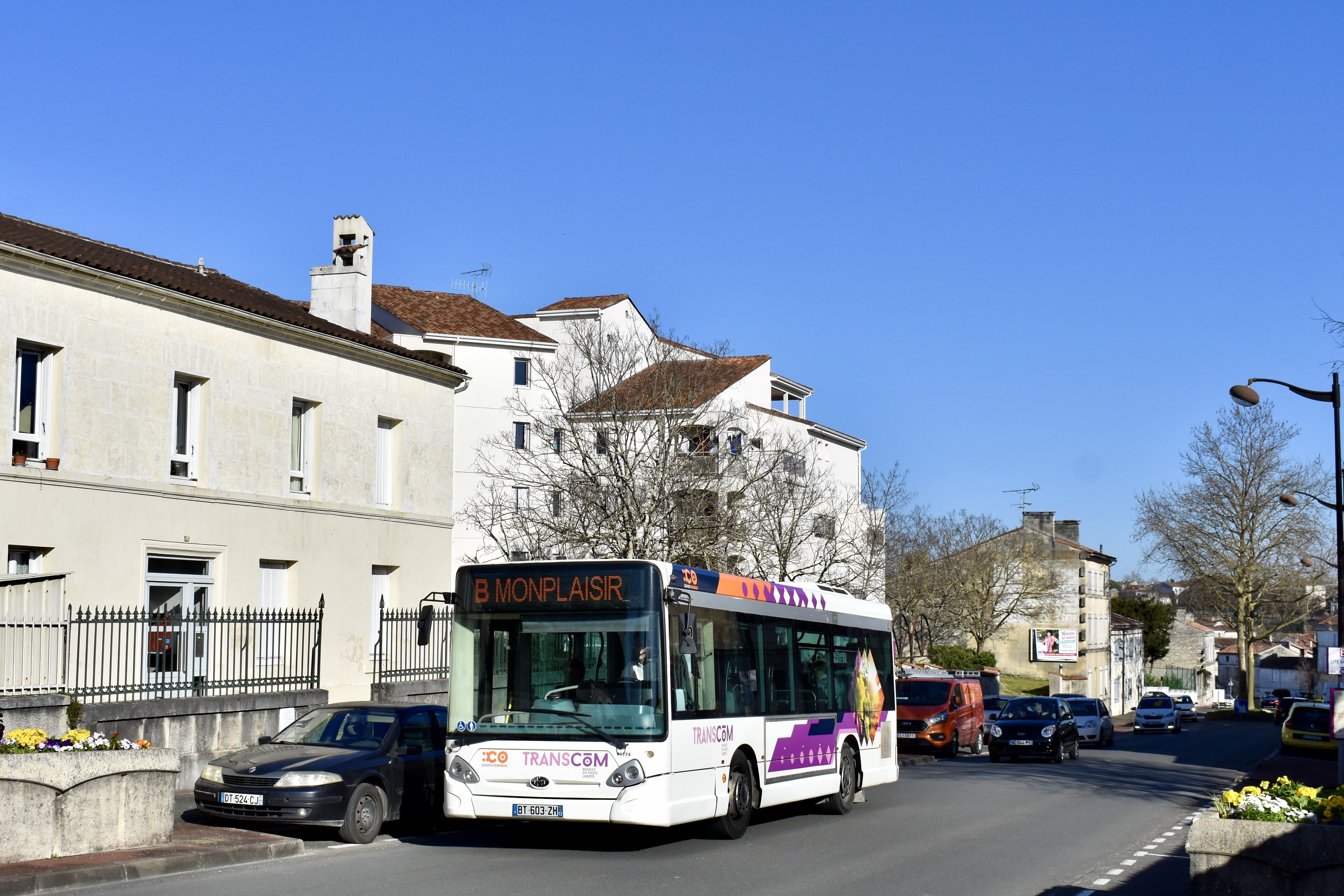
Ligne B
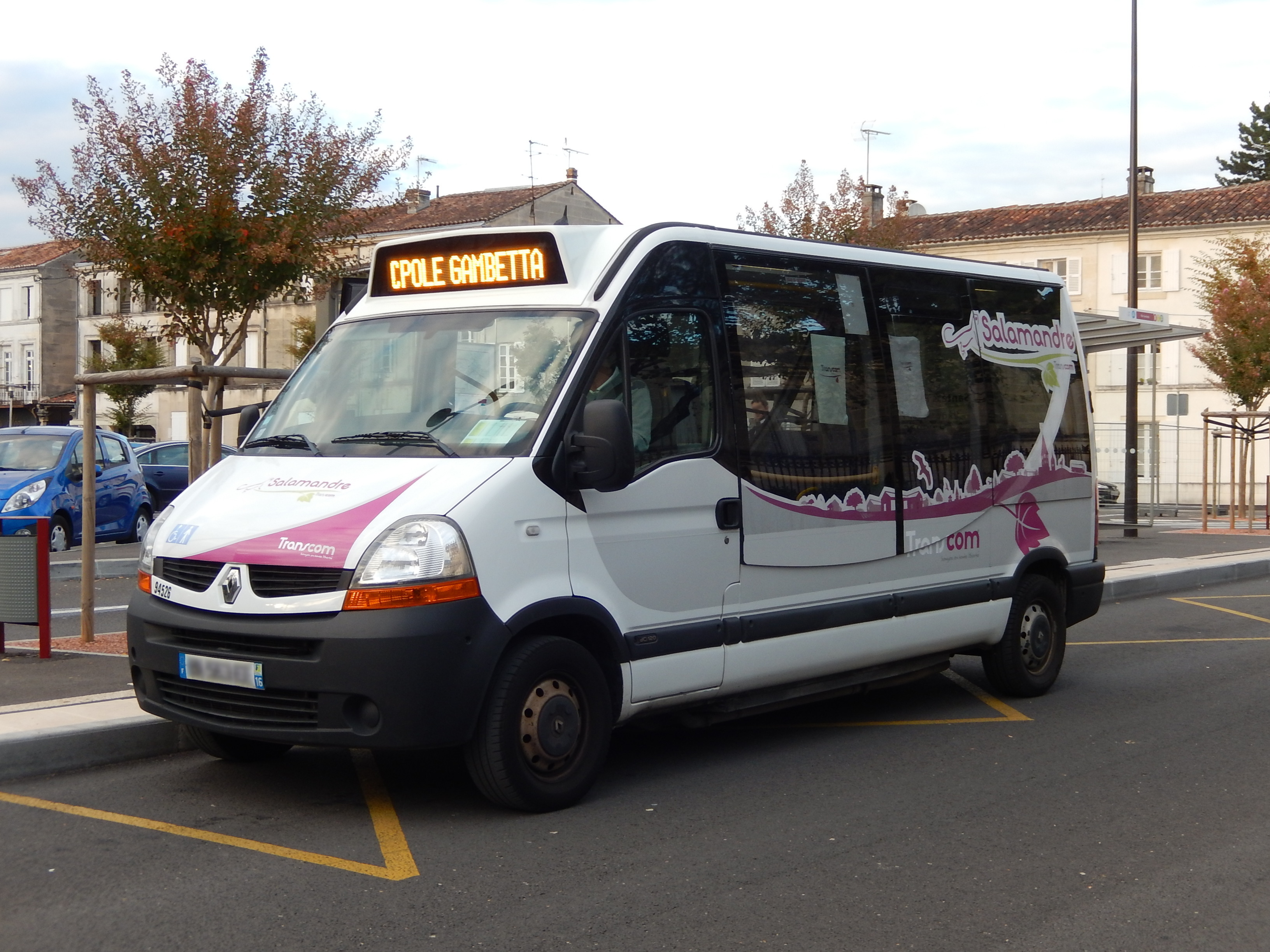
Ligne C
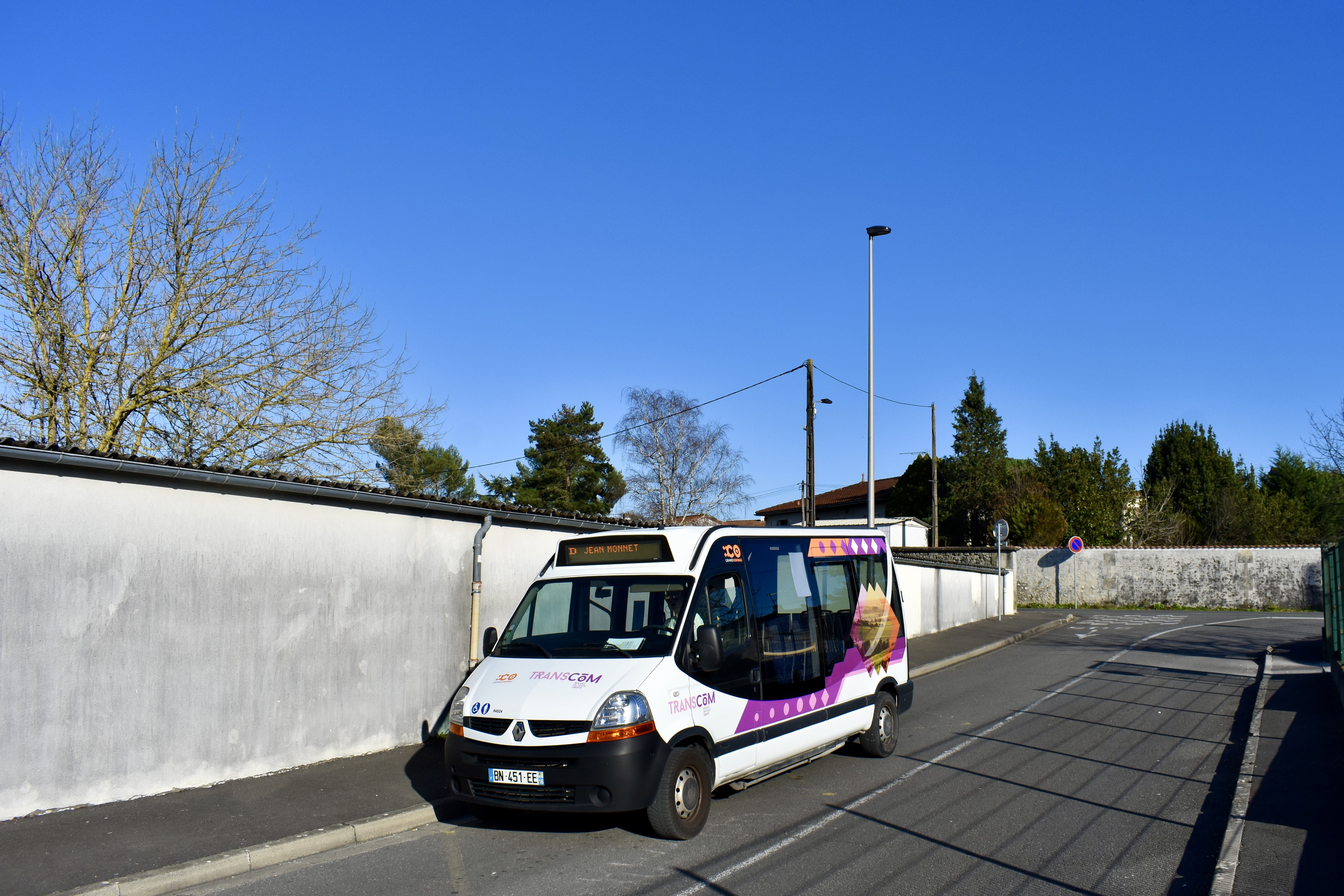
Ligne D

| A     | Dernière actualisation : — |                                                          |                                                          |                                                          |                                                          |                                                          |                                                          |                                                          |                                                          |
| B     | Cognac Monplaisir ⥋ Châteaubernard Bellevue | Cognac Monplaisir ⥋ Châteaubernard Bellevue              | Cognac Monplaisir ⥋ Châteaubernard Bellevue              | Cognac Monplaisir ⥋ Châteaubernard Bellevue              | Cognac Monplaisir ⥋ Châteaubernard Bellevue              | Cognac Monplaisir ⥋ Châteaubernard Bellevue              | Cognac Monplaisir ⥋ Châteaubernard Bellevue              | Cognac Monplaisir ⥋ Châteaubernard Bellevue              | Cognac Monplaisir ⥋ Châteaubernard Bellevue              |
| B     | Ouverture / Fermeture juillet 2011 / — | Longueur —                                               | Durée 28 min                                             | Nb. d’arrêts 22                                          | Matériel —                                               | Jours de fonctionnement L, Ma, Me, J, V, S               | Jour / Soir / Nuit / Fêtes O / N / N / N                 | Voy. / an —                                              | Exploitant STGA                                          |
| B     | Desserte : - 'Arrêts principaux : Monplaisir, Campus, Saint-Jacques, Pôle Gambetta, Gare de Cognac, Lycée Louis Delage, L'Anisserie, Pôle Santé et Bellevue |                                                          |                                                          |                                                          |                                                          |                                                          |                                                          |                                                          |                                                          |
| B     | Autre : - Arrêts accessibles aux UFR : Pôle Gambetta, Gare de Cognac, Bellevue - Particularités : La ligne fonctionne du lundi au samedi de 7 h 17 à 19 h 30, le samedi, le premier départ n'est pas effectué. - Date de dernière mise à jour : 12 octobre 2019.                                                                    |                                                          |                                                          |                                                          |                                                          |                                                          |                                                          |                                                          |                                                          |
| B     | Dernière actualisation : — |                                                          |                                                          |                                                          |                                                          |                                                          |                                                          |                                                          |                                                          |
| C     | (circulaire) Cognac Pôle Gambetta ⥋ Cognac Pôle Gambetta | (circulaire) Cognac Pôle Gambetta ⥋ Cognac Pôle Gambetta | (circulaire) Cognac Pôle Gambetta ⥋ Cognac Pôle Gambetta | (circulaire) Cognac Pôle Gambetta ⥋ Cognac Pôle Gambetta | (circulaire) Cognac Pôle Gambetta ⥋ Cognac Pôle Gambetta | (circulaire) Cognac Pôle Gambetta ⥋ Cognac Pôle Gambetta | (circulaire) Cognac Pôle Gambetta ⥋ Cognac Pôle Gambetta | (circulaire) Cognac Pôle Gambetta ⥋ Cognac Pôle Gambetta | (circulaire) Cognac Pôle Gambetta ⥋ Cognac Pôle Gambetta |
| C     | Ouverture / Fermeture juillet 2011 / — | Longueur —                                               | Durée 34 min                                             | Nb. d’arrêts 31                                          | Matériel —                                               | Jours de fonctionnement L, Ma, Me, J, V, S               | Jour / Soir / Nuit / Fêtes O / N / N / N                 | Voy. / an —                                              | Exploitant STGA                                          |
| C     | Desserte : - Arrêts principaux : Pôle Gambetta, Croix Saint-Martin, Briand Boutillier, La Base, Châteaubernard Mairie, L'Anisserie, X'Eau, Lycée Louis Delage et Pôle Gambetta |                                                          |                                                          |                                                          |                                                          |                                                          |                                                          |                                                          |                                                          |
| C     | Autre : - Arrêts accessibles aux UFR : Pôle Gambetta, Les Vauzelles, X'Eau - Particularités : La ligne fonctionne du lundi au samedi de 6 h 58 à 19 h 55, les deux premiers départs n'étant pas assurés le samedi dans un sens. Ligne circulaire fonctionnant dans les deux sens. - Date de dernière mise à jour : 12 octobre 2019. |                                                          |                                                          |                                                          |                                                          |                                                          |                                                          |                                                          |                                                          |
| C     | Dernière actualisation : — |                                                          |                                                          |                                                          |                                                          |                                                          |                                                          |                                                          |                                                          |
| D     | Cognac Pôle Gambetta ⥋ Cognac Lycée Jean Monnet | Cognac Pôle Gambetta ⥋ Cognac Lycée Jean Monnet          | Cognac Pôle Gambetta ⥋ Cognac Lycée Jean Monnet          | Cognac Pôle Gambetta ⥋ Cognac Lycée Jean Monnet          | Cognac Pôle Gambetta ⥋ Cognac Lycée Jean Monnet          | Cognac Pôle Gambetta ⥋ Cognac Lycée Jean Monnet          | Cognac Pôle Gambetta ⥋ Cognac Lycée Jean Monnet          | Cognac Pôle Gambetta ⥋ Cognac Lycée Jean Monnet          | Cognac Pôle Gambetta ⥋ Cognac Lycée Jean Monnet          |
| D     | Ouverture / Fermeture juillet 2011 / — | Longueur —                                               | Durée 34 min                                             | Nb. d’arrêts 27                                          | Matériel —                                               | Jours de fonctionnement L, Ma, Me, J, V, S               | Jour / Soir / Nuit / Fêtes O / N / N / N                 | Voy. / an —                                              | Exploitant STGA                                          |
| D     | Desserte : - Arrêts principaux : Pôle Gambetta, Cadix, L'Anisserie, Cité du Dolmen et Lycée Jean Monnet |                                                          |                                                          |                                                          |                                                          |                                                          |                                                          |                                                          |                                                          |
| D     | Autre : - Arrêts accessibles aux UFR : Les Vauzelles, Le Dominant, Pôle Gambetta - Particularités : La ligne fonctionne du lundi au samedi de 7 h 15 à 19 h 30, le samedi, le premier départ n'est pas effectué. - Date de dernière mise à jour : 12 octobre 2019.                                                                  |                                                          |                                                          |                                                          |                                                          |                                                          |                                                          |                                                          |                                                          |
| D     | Dernière actualisation : — |                                                          |                                                          |                                                          |                                                          |                                                          |                                                          |                                                          |                                                          |
| E     | Cognac Collège Felix Gaillard ⥋ Merpins Mairie | Cognac Collège Felix Gaillard ⥋ Merpins Mairie           | Cognac Collège Felix Gaillard ⥋ Merpins Mairie           | Cognac Collège Felix Gaillard ⥋ Merpins Mairie           | Cognac Collège Felix Gaillard ⥋ Merpins Mairie           | Cognac Collège Felix Gaillard ⥋ Merpins Mairie           | Cognac Collège Felix Gaillard ⥋ Merpins Mairie           | Cognac Collège Felix Gaillard ⥋ Merpins Mairie           | Cognac Collège Felix Gaillard ⥋ Merpins Mairie           |
| E     | Ouverture / Fermeture 2 septembre 2019 / — | Longueur —                                               | Durée 19 min                                             | Nb. d’arrêts 19                                          | Matériel —                                               | Jours de fonctionnement L, Ma, Me, J, V, S               | Jour / Soir / Nuit / Fêtes O / N / N / N                 | Voy. / an —                                              | Exploitant STGA                                          |
| E     | Desserte : - Arrêts principaux : Collège Felix Gaillard, Pôle Gambetta, Gare de Cognac, Croix Saint-Martin, Le Mendion et Merpins Mairie |                                                          |                                                          |                                                          |                                                          |                                                          |                                                          |                                                          |                                                          |
| E     | Autre : - Arrêts accessibles aux UFR : Pôle Gambetta, Gare de Cognac - Particularités : La ligne fonctionne du lundi au samedi de 6 h 54 à 18 h 56, le samedi, les deux premiers départs et le dernier départ ne sont pas effectués. - Date de dernière mise à jour : 1er juin 2024.                                                |                                                          |                                                          |                                                          |                                                          |                                                          |                                                          |                                                          |                                                          |
| E     | Dernière actualisation : — |                                                          |                                                          |                                                          |                                                          |                                                          |                                                          |                                                          |                                                          |
| F     | Jarnac Place du Château ⥋ Segonzac Claire Champagne | Jarnac Place du Château ⥋ Segonzac Claire Champagne      | Jarnac Place du Château ⥋ Segonzac Claire Champagne      | Jarnac Place du Château ⥋ Segonzac Claire Champagne      | Jarnac Place du Château ⥋ Segonzac Claire Champagne      | Jarnac Place du Château ⥋ Segonzac Claire Champagne      | Jarnac Place du Château ⥋ Segonzac Claire Champagne      | Jarnac Place du Château ⥋ Segonzac Claire Champagne      | Jarnac Place du Château ⥋ Segonzac Claire Champagne      |
| F     | Ouverture / Fermeture 2 septembre 2019 / — | Longueur —                                               | Durée 21 min                                             | Nb. d’arrêts 5                                           | Matériel —                                               | Jours de fonctionnement L, Ma, Me, J, V, S               | Jour / Soir / Nuit / Fêtes O / N / N / N                 | Voy. / an —                                              | Exploitant STGA                                          |
| F     | Desserte : - Arrêts : Place du Château, Gare de Jarnac, Mainxe,Collège Font-Belle, Claire Champagne |                                                          |                                                          |                                                          |                                                          |                                                          |                                                          |                                                          |                                                          |
| F     | Autre : - Particularités : La ligne fonctionne du lundi au samedi de 6 h 19 à 19 h 29. - Date de dernière mise à jour : 1er juin 2024. |                                                          |                                                          |                                                          |                                                          |                                                          |                                                          |                                                          |                                                          |
| F     | Dernière actualisation : — |                                                          |                                                          |                                                          |                                                          |                                                          |                                                          |                                                          |                                                          |

- Ligne A
- Ligne B
- Ligne C
- Ligne D

### Transporte

Logo de Transporte

Transporte se compose de deux services, l'un pour le transport à la demande (TAD), l'autre, pour les personnes à mobilité réduite (PMR).

#### Personnes à mobilité réduite (PMR)

logo PMR

Ce service est uniquement destiné aux personnes possédant une carte d’invalidité à un taux d’au moins 80% ou plus de 70 ans titulaires d’une carte de priorité pour un transport entre le domicile et une destination au sein de la Communauté d'agglomération du Grand Cognac.

## Parc de véhicules
En janvier 2025, le parc d'autobus et de bus du réseau Transcom est composé de 8 véhicules dont 2 midibus, 8 minibus. Au sein de cette flotte, les véhicules sont roule au biocarburant.

### Midibus
| Constructeur | Modèle | Nombre | Numéros de parc | Période de mise en service | Affectation | Observation |
| ------------ | ------ | ------ | --------------- | -------------------------- | ----------- | ----------- |
| Heuliez Bus  | GX 127 | 1      | 74              | 07/2007-06/2025            | A B C       |             |
| Heuliez Bus  | GX 137 | 1      | 75              | 09/2019                    | A           | –           |

### Minibus
| Constructeur       | Modèle       | Nombre | Numéros de parc | Période de mise en service | Affectation | Observation |
| ------------------ | ------------ | ------ | --------------- | -------------------------- | ----------- | ----------- |
| Renault            | Noventis 420 | 4      | 523-526         | 05/2011                    | B C D E F   | –           |
| Iveco Bus          | Cytios 4     | 2      | 527             | 03/2020                    | B C D E F   | –           |
| Renault            | Master III   | 1      | 441             | 07/2004                    | C D         | –           |
| dietrich véhicules | Urbancity 23 | 1      |                 | 12/2021                    | E F         | –           |

### Dépôt
Le dépôt de transcom se situe rue de bellefond à cognac, auparavant citram partageais sont dépôt jusqu'à ce que transcom déménage dans les anciens locaux des pompiers en 2011 à la reprise du réseau par Transdev.